# Liudmyla Liashenko
Liudmyla Liashenko, née le 17 mai 1993, est une fondeuse et biathlète handisport ukrainienne.

## Palmarès

### Jeux paralympiques d'hiver

#### Ski de fond
| Épreuve / Édition   | relais | sprint Assises | 7.5 km Assises | 15 km Assises |
| ------------------- | ------ | -------------- | -------------- | ------------- |
| JP 2018 Pyeongchang | -      | 5e             | 6e             | Bronze        |

#### Biathlon
| Épreuve / Édition   | 6 km Assises | 10 km Assises | 12,5 km Assises |
| ------------------- | ------------ | ------------- | --------------- |
| JP 2018 Pyeongchang | Bronze       | Bronze        | 10e             |
| JP 2022 Pékin       | Argent       |               | Or              |